# Catedral de Santa María (Gaylord)
La Catedral de Santa María  (en inglés: St. Mary’s Cathedral) Es una catedral católica situada en Gaylord, Michigan, Estados Unidos. Es la sede de la Diócesis de Gaylord.
La anterior la iglesia de Santa María de Nuestra Señora Monte Carmelo fue construida a partir de 1900-1901. Cuando el Papa Pablo VI estableció la Diócesis de Gaylord el 19 de diciembre de 1970, St. Mary se convirtió en la catedral de la nueva diócesis.
El primer obispo de Gaylord, Edmund Szoka, hizo construir la catedral actual. La piedra angular fue puesta el 25 de julio de 1975. La nueva catedral fue dedicada a Santa María, Nuestra Señora del Monte Carmelo el 25 de junio de 1976. El campanario y las campanas fueron consagrados en julio de 1977.